# Calycomyza chilena
Calycomyza chilena este o specie de muște din genul Calycomyza, familia Agromyzidae, descrisă de Spencer în anul 1982. Conform Catalogue of Life specia Calycomyza chilena nu are subspecii cunoscute.